# Eupelycosauria
Eupelycosauria je velika klada životinja koju karakteriše jedinstven oblik njihove lobanje, koja obuhvata sve sisare i njihove najbliže izumrle srodnike. Prvi put su se pojavili pre 308 miliona godina tokom rane pensilvanske epohe, sa fosilima Echinerpeton i možda još ranijeg roda, Protoclepsydrops, koji predstavljaju samo jednu od mnogih faza u evoluciji sisara, za razliku od njihovih ranijih predaka amniota.
Eupelikozaurusi su sinapsidi, životinje čija lobanja ima jedan otvor iza oka. Razlikuju se od sinapsida Caseasauria po tome što imaju dugačku, usku supratemporalnu kost (umesto one koja je široka koliko je duga) i frontalnu kost sa širom vezom sa gornjom ivicom orbite. Jedini živi potomci bazalnih eupelikozaurusa su sisari.
Grupa se prvobitno smatrala podredom pelikozaurusa ili „gmizavaca sličnih sisarima“, ali je redefinisana 1997. godine, a sam pojam pelikozaurusa pao je u nemilost. Sada znamo da eupelikozaurusi u stvari nisu bili gmizavci niti gmizavske loze - umesto toga se koristi savremeni izraz matični sisar. Neka nedavna istraživanja sugerišu da je jedna od njenih podgrupa, Varanopidae, zaista ugnežđena unutar sauropsida, ostavljajući drugu definisanu podgrupu, Metopophora, kao svoj sinonim.

## Spoljašnje veze
- Eupelycosauria